# Saint-Vincent-sur-Jard
Saint-Vincent-sur-Jard è un comune francese di 1 220 abitanti situato nel dipartimento della Vandea nella regione dei Paesi della Loira.

## Società

### Evoluzione demografica
Abitanti censiti